# Omięk baryłkarz
Omięk baryłkarz (Lagria atripes) – gatunek chrząszcza z rodziny czarnuchowatych i podrodziny omiękowatych. Zamieszkuje Europę oraz zachodnią i środkową część palearktycznej Azji.

## Morfologia

### Owad dorosły
Chrząszcz o wydłużonym, grzbietobrzusznie spłaszczonym ciele długości od 10 do 12 mm, u samic szerszym niż u samców. Głowa jest kulista, czarna, porośnięta długimi złocistożółtymi szczecinkami, zaopatrzona w ciemne, ciemno owłosione czułki. Oczy są duże, zatokowato wykrojone, u samców mocniej wyłupiaste. Samice mają bardzo szerokie czoło, samce zaś czoło wąskie. Przedplecze jest czarne, porośnięte długimi złocistożółtymi szczecinkami, tak szerokie, jak głowa mierzona z oczami, wyraźnie krótsze niż u podstawy szerokie, delikatniej niż u omięka powolnego punktowane i w przeciwieństwie do niego zaopatrzone w podłużny, pośrodkowy rejon gładki, pozbawiony punktowania i ziarnistości. Tarczka jest duża, trójkątna w zarysie, całkowicie czarna. Pokrywy są bezładnie punktowane, ubarwione ochrowożółto, gęsto porośnięte długimi złocistożółtymi szczecinkami. Podgięcia pokryw dochodzą do ich wierzchołków, a na wysokości czwartego spośród widocznych sternitów odwłoka osiągają taką samą szerokość jak golenie tylnej pary odnóży. Odnóża są czarne, smukłe, u samców cieńsze niż u samic.

### Stadia rozwojowe
Jajo jest żółtawo zabarwione, owalne, o gładkim chorionie, długości około 0,8 mm i szerokości około 0,5 mm.
Larwa ma ciało po wylęgu kremowe, potem ciemnobrunatne, gęsto owłosione, w kształcie walcowate, lekko spłaszczone, w spoczynku łukowato wygięte. Dorasta do 12 mm długości. Jej kulista głowa zaopatrzona jest w pięć par umieszczonych w dwóch szeregach oczek larwalnych oraz trójczłonowe czułki o członie pierwszym pierścieniowatym, drugim buławkowatym, a trzecim krótko-stożkowatym. Różni się od larwy omięka powolnego tępymi i niemal równoległymi wyrostkami dziewiątego segmentu odwłoka.
Poczwarka ma ciało żółtawe, gęsto porośnięte brunatnymi włoskami, u samic bardziej krępe niż u samców. Czułki sięgają do ud ostatniej pary odnóży, a pochewki skrzydeł do czwartego lub piątego segmentu odwłoka. Pleuryty segmentów odwłoka od pierwszego do ósmego mają boczne wyrostki, na sześciu pierwszych ampułkowate.

## Ekologia i występowanie

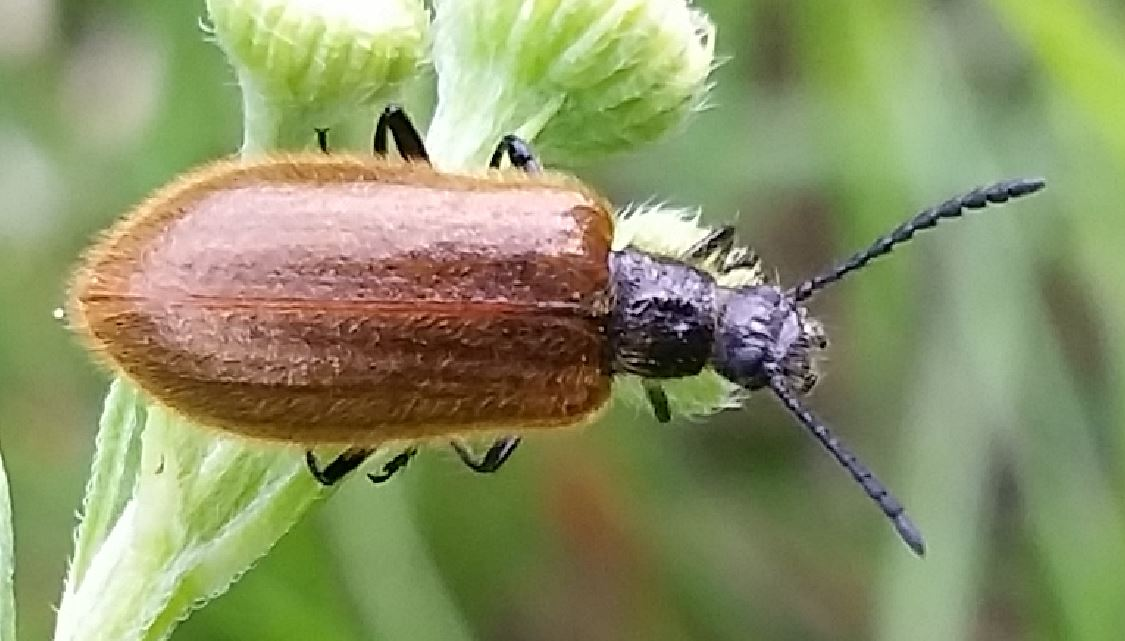
Imago na roślinie

Owad ciepłolubny. Zasiedla jasne lasy liściaste, pobrzeża lasów, polany i murawy kserotermiczne. Najczęstszy jest na skrajach drzewostanów dębowych. Jaja składane są do gleby i pod martwą materię roślinną. Rozwój zarodkowy trwa około dwóch tygodni. Naziemne, fitosaprofagiczne larwy żerują na opadłym listowiu i innych rozkładających się szczątkach roślinnych. Zimują dwukrotnie. Przepoczwarczają się w owalnej komorze utworzonej w wierzchniej warstwie gleby lub zmurszałym drewnie. Stadium poczwarki trwa tydzień do dwóch. Osobniki dorosłe pojawiają się w maju lub czerwcu i dożywają do lipca. Bytują na różnego rodzaju roślinności. Odżywiają się żywymi i suchymi liśćmi drzew i krzewów, pyłkiem oraz cienką korą.
Gatunek palearktyczny, znany z Portugalii, Hiszpanii, Andory, Francji, Belgii, Niemiec, Szwajcarii, Austrii, Włoch, Polski, Czech, Słowacji, Węgier, Białorusi, Ukrainy, Słowenii, Chorwacji, Bośni i Hercegowiny, Serbii, Czarnogóry, Rumunii, Bułgarii, Albanii, Macedonii Północnej, Grecji,  europejskiej części Rosji, europejskiej i azjatyckiej części Turcji, Gruzji, Armenii, Azerbejdżanu, Turkmenistanu i Iranu. 